# 이경수 (1958년)
이경수(李京秀, 1958년 ~ )는 대한민국의 외무공무원이다. 경기도 수원시에서 태어났다. 본관은 수안.

## 학력
- 서울고등학교 졸업
- 연세대학교 정치외교학 학사
- 켐브리지대학교 국제관계학 석사

## 경력
- 제15회 외무고시 합격
- 1981 : 외무부 근무
- 주시드니 총영사관 영사
- 주싱가포르 대사관 1등 서기관
- 주일본 대사관 1등 서기관
- 외교통상부 외국어교육과 과장
- 외교통상부 동남아과 과장
- 주헝가리 대사관 참사관
- 주오스트리아 대사관 참사관
- 외교통상부 아시아태평양국 심의관
- 주중국 대사관 공사참사관
- 외교통상부 남아시아태평양국 국장
- 주캄보디아 대사관 대사
- 주일본 대사관 정무공사
- 외교부 차관보
- 2015 ~ 2018 : 주독일 대사
- 2020.02 ~ : 북한인권시민연합 고문
- 2020.09 ~ : 연세대학교 통일연구원 객원교수

## 수상
- 2009년: 홍조근정훈장
- 2010년: 캄보디아 사회공헌 훈장

| 전임 김규현 (외교통상부 차관보) | 초대 외교부 차관보 2013년 4월 12일 ~ 2015년 3월 26일 | 후임 김홍균 |